# Анна Половецкая (жена Всеволода Ярославича)
Анна Половецкая (ум. 7 октября 1111) — до святого крещения половецкая княжна, великая княгиня, вторая жена великого князя Киевского Всеволода Ярославича.

## Биография
Согласно распространенному мнению, была дочерью половецкого хана, что не подтверждается источниками, хотя вероятно с точки зрения политической ситуации конца 1060-х годов. В крещении получила имя Анна. Дата рождения, имена её родителей и её половецкое имя неизвестны.
В 1068 году стала второй женой (после смерти первой жены в 1067 году) великого князя Киевского (1076—1077, 1078—1093) Всеволода Ярославича.
После смерти Всеволода в 1093 году осталась жить в Киеве, где, по-видимому, пользовалась уважением у местных жителей. Когда в 1097 году её пасынок Владимир Мономах вместе с черниговскими князьями осаждал князя Святополка Изяславича в Киеве, именно её и митрополита Николая киевляне попросили стать посредниками в переговорах между враждующими сторонами. Летопись целиком приводит речь, с которой Анна обратилась к Владимиру Мономаху: «Моли ся, княже, тобе и братома твоима, не мозете погубити Русьские земли. Еще бо возмете рать межю собою, погании имуть радоватися и возмуть землю нашю, иже беша стяжали отцы ваши и деды ваши трудом великим и храбрьством, побарающе по Русьские земли, ины земли приискываху. А вы хочете погубити землю Русьскую». В летописи отмечается, что Владимир Мономах почитал Анну как мать, поэтому её слова воспринял со слезами и пообещал выполнить просьбу. В итоге распря завершилась миром.
В конце жизни Анна ушла в Андреевский монастырь, игуменьей которого была её падчерица Анна-Янка. Умерла 7 октября 1111 года, похоронена в этом монастыре.
Княгиня «Всеволожа» фигурирует в граффити на стене Софийского собора, где говорится, что вдова купила землю некоего Бояна при 12 свидетелях.

## Дети
Анна, в течение 26-летнего брака, имела несколько детей, из которых история знает одного сына Ростислава и четырёх дочерей.
- Ростислав (1070—1093), князь переяславский
- Евпраксия (ок. 1071 — 9 июля 1109)
- Екатерина (ум. 11 августа 1108), монахиня